# Eriopyga borthorodes
Eriopyga borthorodes là một loài bướm đêm trong họ Noctuidae.